# Joy Lee Juana Abiola-Müller
Joy Lee Juana Abiola-Müller (* 29. Juni 1991 in Berlin; geb. Abiola) ist eine ehemalige deutsche Schauspielerin.

## Leben
Abiola-Müller ist die Tochter eines Nigerianers und einer Deutschen und verbrachte ihre Kindheit in Berlin-Hermsdorf. Sie hat zwei Brüder, der Ältere ist ebenfalls als Schauspieler tätig. Sie wuchs zweisprachig auf, spricht deshalb neben Deutsch auch fließend Französisch. Zunächst wollte sie Kunstlehrerin werden, doch schon früh interessierte sie sich für die Schauspielerei und nahm ab der 5. Klasse an der Theater-AG ihres Gymnasiums teil. 2005 wirkte sie im Musikvideo zu Perfect Girl von Kim Wilde mit, 2007 im Video zu Sehnsucht von Schiller und Xavier Naidoo. 2008 hatte Abiola-Müller einen kurzen Auftritt im Film Die Welle, sowie in der Serie Türkisch für Anfänger. Im April desselben Jahres zog sie in die Teenie-WG, ein Format des ProSieben-Magazins taff, ein.
Im Sommer 2008 nahm Abiola-Müller an einem Casting für die auf RTL ausgestrahlte Seifenoper Unter uns teil und bekam eine Hauptrolle. Sie brach daraufhin die Schule nach der 10. Klasse ab und zog von Berlin nach Köln. Somit spielte Abiola-Müller ab November 2008 die Rolle der Michelle „Micki“ Lassner (geborene Fink), die seit Januar 2009 mitwirkte. 2015 verließ sie die Serie vorerst für eine Babypause. 2016 kehrte sie für kurze Zeit wieder zurück.
Für das Musikprojekt  d’bella ihrer Schauspielkollegin aus Unter uns Isabell Hertel wirkte Abiola-Müller 2011 im Musikvideo zu Stay Away mit. 2012 wurde sie für den Soap Award nominiert, sowie als Miss Soap 2012 von der Zeitschrift TV Digital, bei der sie Platz 7 belegte.
Den Soap Award 2012 erhielt sie für das „Sozialverantwortliche Erzählen in einer Seifenoper“, aufgrund ihrer HIV-infizierten Rolle bei Unter uns.
Abiola-Müller nimmt an vielen Wohltätigkeitsaktionen wie am Welt-AIDS-Tag, Lachen für Kids, Bowlday, Tierschutzaktionen oder auch dem Run of Colours teil.
Mit ihrem Ehemann sowie den Unter uns-Kollegen Claudelle Deckert, Lars Steinhöfel und Maximilian Claus nahm sie an einem Spezial der Kochsendung Das perfekte Promi-Dinner teil, welches im August 2012 gedreht und im Mai 2013 ausgestrahlt wurde.
2014 und 2015 bloggte sie auf ihrem YouTube-Kanal Joytastic, den sie jedoch für ihre Tochter aufgab.
Heute arbeitet Abiola-Müller in Köln als Tätowiererin.

## Privat
Abiola-Müller heiratete im Juli 2011 im Standesamt von Hamburg-Altona ihren Schauspielkollegen aus Unter uns Patrick Müller, mit dem sie auch in der Serie ein Ehepaar verkörperte. Das Paar hat gemeinsam drei Kinder: eine Tochter (* 2015) und zwei Söhne (* 2019 und * 2021).

## Filmografie
- 2005: Kim Wilde – Perfect Girl (Musikvideo)
- 2007: Schiller – Sehnsucht (Musikvideo)
- 2008: Die Welle
- 2008: taff: Die Teenie-WG
- 2008: Entscheidung am Nachmittag
- 2008: Türkisch für Anfänger
- 2009–2016: Unter uns
- 2009: Abschied von Dortmund
- 2011: d’bella – Stay Away (Musikvideo)
- 2012: Nein, tu das nicht!
- 2013: Snuff
- 2013: Ein Fall für die Anrheiner
- 2013: Das perfekte Promi-Dinner
- 2013: Du oder ich?
- 2013: Pharrell Williams – Happy (Musikvideo)
- 2014: Rebecca Ferguson – Light on (Musikvideo)
- 2014: Aufstand der Flöhe

### Auszeichnungen
- 2011: Nominierung German Soap Award als Beste Darstellerin
- 2012: Nominierung Soap Award als Sexiest Woman
- 2012: Gewinn Soap Award für „Sozialeverantwortliches Erzählen in einer Seifenoper“
- 2013: Gewinn bei der Unter uns-Starwahl als Sexiest Woman, Beste Schauspielerin U30 und Schönstes Liebespaar (Micki und Tobias)